# Zofia Nasierowska

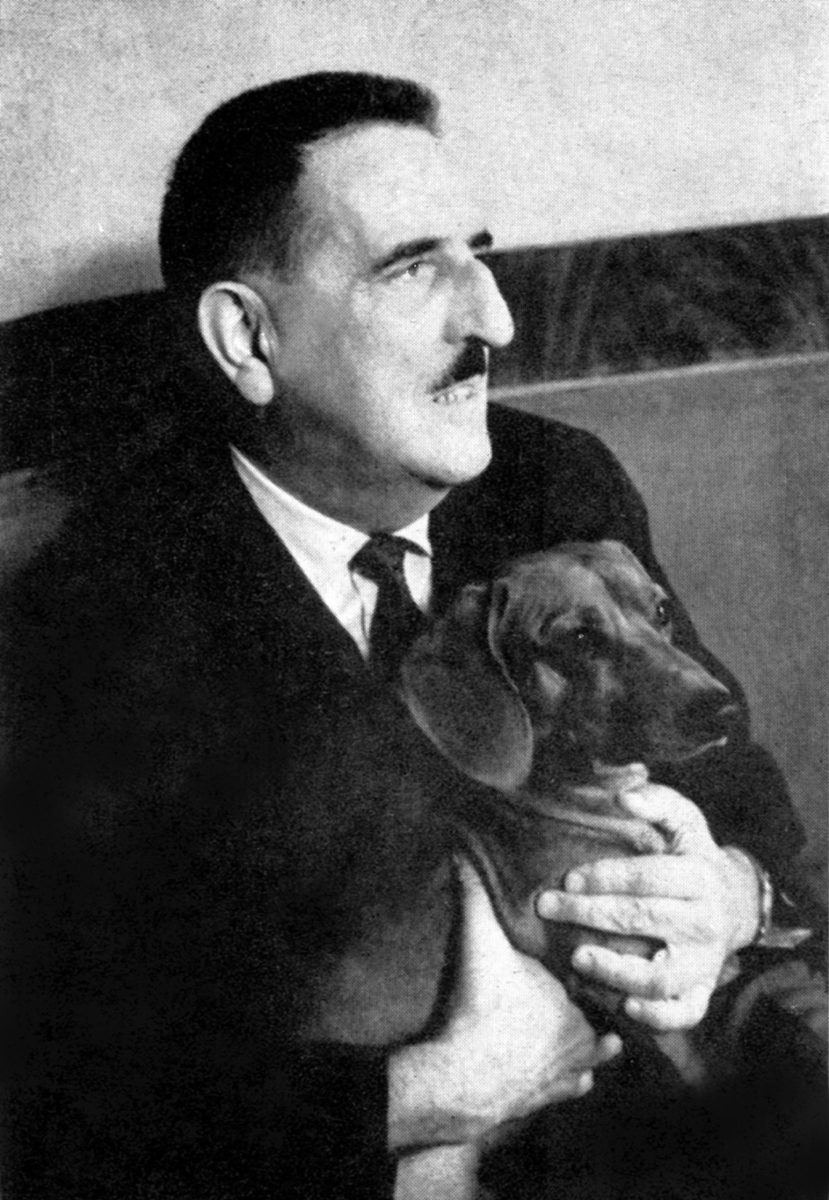
Z. Nasierowska, Portret Jerzego Waldorfa (1968)

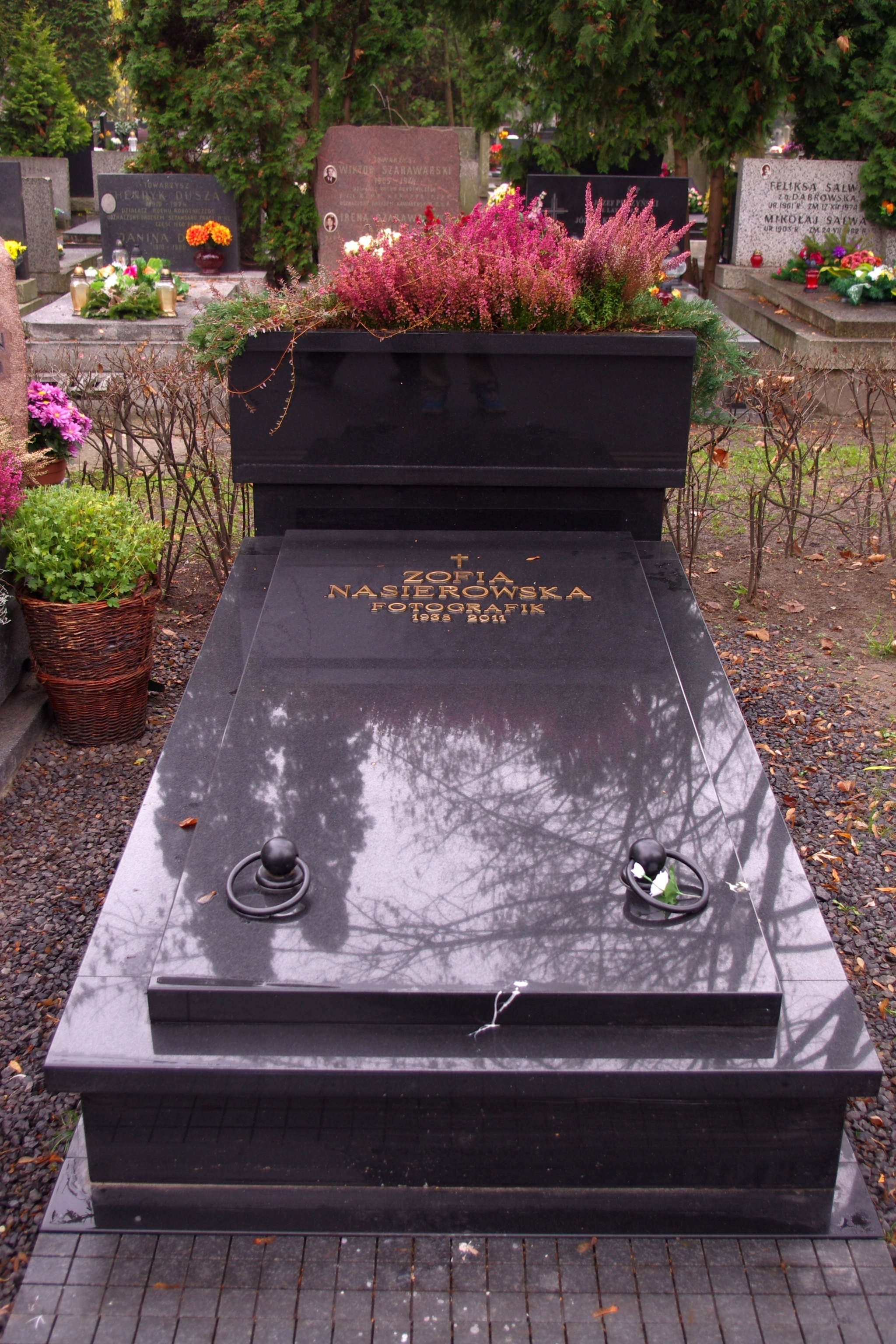
Grób Zofii Nasierowskiej na cmentarzu Wojskowym na Powązkach w Warszawie

Zofia Wiesława Nasierowska-Majewska (ur. 24 kwietnia 1938 w Łomiankach, zm. 3 października 2011 w Warszawie) – polska artystka fotografka, specjalizująca się w fotografii portretowej, pisarka. Uhonorowana tytułem Artiste Międzynarodowej Federacji Sztuki Fotograficznej (AFIAP).

## Życiorys
Była córką fotografa Eugeniusza Nasierowskiego. Kiedy miała siedem lat, zaczęła fotografować, a jako 17-latka miała swoją pierwszą wystawę. Uczęszczała do technikum fototechnicznego oraz ukończyła studia na Wydziale Operatorskim Państwowej Wyższej Szkoły Filmowej, Telewizyjnej i Teatralnej im. Leona Schillera w Łodzi.
Miała na koncie wystawy w kraju i za granicą oraz nagrody na międzynarodowych wystawach, między innymi w Budapeszcie, Karlowych Warach, Glasgow, Londynie, Sztokholmie.
Jej twórczość fotograficzna obejmuje krajobraz, reportaże, ale przede wszystkim portret. Była autorką zdjęć znanych ludzi ze świata teatru, filmu, sztuki, kultury. W latach 60. i 70. XX w. fotografowała się u niej duża część polskich artystów i intelektualistów. Wykonała portrety artystów i artystek, takich jak Beata Tyszkiewicz, Krystyna Janda, Jerzy Kawalerowicz, Anna German, Roman Polański, Tadeusz Konwicki, Anna Jantar, Piotr Fronczewski, Gustaw Holoubek, Irena Jarocka, Irena Santor i Katarzyna Gärtner, a także portrety rodzinne m.in. Kaliny Jędrusik ze Stanisławem Dygatem, Wojciecha Pszoniaka z żoną, Krystyny Cierniak z Januszem Morgensternem oraz Krystyny Zachwatowicz z Andrzejem Wajdą. Jej fotografie były publikowane na dziesiątkach okładek tygodników: „Filmu”, „Ekranu”, „Zwierciadła”, „Przekroju” oraz „Kobiety i Życia”.
Od 1956 była członkinią Związku Polskich Artystów Fotografików (ZPAF). Uhonorowana została tytułem „Artiste FIAP” nadanym przez Międzynarodową Federację Sztuki Fotograficznej.
Ze względu na chorobę oczu, po 35 latach pracy zawodowej przestała fotografować. Zmarła 3 października 2011 w Warszawie na raka mózgu, pochowana została w Alei Zasłużonych na cmentarzu Wojskowym na Powązkach (kwatera D31-tuje-3).
W 2013 Miejskiej Bibliotece Publicznej w Ełku nadano imię Zofii Nasierowskiej.

## Życie prywatne
Od 1960 była żoną reżysera Janusza Majewskiego. Mieszkali we wsi Łaśmiady pod Ełkiem. Ich dziećmi są: Anna Klara i Paweł. Spokrewniona z aktorem Jerzym Nasierowskim.

## Publikacje
- Fotografia smaku, czyli 24 obiady dla początkujących i zaawansowanych, 2002, Wyd. Prószyński i S-ka, ISBN 83-7337-245-8 (z Januszem Majewskim)
- Fotonostalgia. Znani i lubiani w obrazie i anegdocie, 2003, Wyd. Prószyński i S-ka, ISBN 83-7337-495-7 (z Agnieszką Osiecką)
- Gwiazdka wielkanocna, 2003, Wyd. Prószyński i S-ka, ISBN 83-7337-543-0 (z Anną Klarą Majewską i Januszem Majewskim)
- Trzy podróże, 2005, Wyd. Prószyński i S-ka, ISBN 83-7469-158-1.
- Święta wielkanocne. Przepisy i obyczaje, 2007, Wyd. Prószyński i S-ka, ISBN 978-83-7469-487-2.

## Ordery i odznaczenia
- Krzyż Oficerski Orderu Odrodzenia Polski (2003)[11]
- Medal ZAiKS-u (2008)[12]